# رت اسکرین

تصویری از فضای نرم‌افزار

نرم‌افزار مدیریت انرژی پاک RETScreen (که معمولاً به شکل خلاصه RETScreen از آن نام برده می‌شود) بسته نرم‌افزاری است که دولت کانادا طراحی کرده‌است. RETScreen Expert در سال ۲۰۱۶ در نمایشگاه Clean Energy Ministerial در سانفرانسیسکو مورد توجه بسیار قرار گرفت.
RETScreen Expert نسخه فعلی این نرم‌افزار است و ۱۹ سپتامبر ۲۰۱۶ در دسترس عموم قرار گرفت. این نرم‌افزار امکان شناسایی و ارزیابی جامع و بهبود امکان‌سنجی فنی و مالی پروژه‌های بالقوه انرژی تجدیدپذیر و بهره‌وری انرژی و نیز سنجش و تأیید عملکرد واقعی تأسیسات و شناسایی روش‌های ممکن ذخیره/تولید انرژی را فراهم می‌سازد. "حالت Viewer" در RETScreen Expert رایگان است و اجازه دسترسی به همه قابلیت‌های کاری نرم‌افزار را فراهم می‌کند. البته برخلاف نسخه‌های قبلی RETScreen، در نسخه جدید این نرم‌افزار "حالت حرفه‌ای" (که امکان ذخیره، چاپ و غیره را می‌دهد) نیز موجود است که بر اساس یک آبونمان سالیانه قابل استفاده است.
RETScreen Suite نسخه قبلی نرم‌افزار RETScreen است که شامل نسخه‌های RETScreen 4 و RETScreen Plus می‌شود. RETScreen Suite دارای قابلیت‌های تجزیه و تحلیل تولید هم‌زمان و خارج از شبکه است.
برخلاف RETScreen Suite، نسخه RETScreen Expert یک پلتفرم نرم‌افزاری یکپارچه است؛ در این نسخه برای ارزیابی پروژه‌ها از الگوهای دقیق و جامع استفاده می‌شود؛ و قابلیت تجزیه و تحلیل مجموعه‌ای از طرح‌ها (پورتفولیو) را نیز ممکن می‌سازد. RETScreen Expert برای کمک به کاربر، چندین پایگاه داده را که شامل بانک‌های اطلاعاتی جهانی آب و هوا از ۶٬۷۰۰ ایستگاه زمینی و داده‌های ماهواره‌ای NASA و نیز بانک‌های اطلاعاتی مبنا، هزینه، پروژه، هیدرولوژی و محصول است، تلفیق کرده‌است؛ این نرم‌افزار شامل منابع آموزشی یکپارچه گسترده‌ای از جمله یک کتابچه الکترونیکی است.

## تاریخچه
اولین نسخه RETScreen در ۳۰ آوریل ۱۹۹۸ عرضه شد. RETScreen نسخه ۴ در تاریخ ۱۱ دسامبر ۲۰۰۷ در شهر بالی در اندونزی توسط وزیر محیط زیست کانادا معرفی گردید. RETScreen Plusدر سال ۲۰۱۱ منتشر شد. RETScreen Suite (ادغام RETScreen 4 و RETScreen Plus با چند ارتقاء تکمیلی)، در سال ۲۰۱۲ منتشر شد. RETScreen Expert در تاریخ ۱۹ سپتامبر ۲۰۱۶ منتشر شد.

## الزامات برنامه
الزامات نصب و اجرای برنامه مایکروسافت ویندوز ویستا SP2، ویندوز۷، ویندوز۸، ویندوز۱۰ وMicrosoft .NET Framework 4.6 یا نسخه بالاتر است. این برنامه نرم‌افزاری می‌تواند با استفاده از برنامه Parallels یا VirtualBox بر روی سیستم عامل‌های مکینتاش کار کند.

## شرکا
RETScreen تحت رهبری و حمایت مالی مرکز تحقیق CanmetENERGY Varennes که یکی از سازمان‌های وابسته به دولت کانادا است، مدیریت می‌شود. تیم اصلی از همکاری با تعدادی از سازمان‌های دولتی و چندجانبه، و از پشتیبانی فنی شبکه‌ای از متخصصین صنعتی، دولتی و دانشگاهی بهره‌مند است. شرکای اصلی شامل مرکز پژوهشی لانگلی ناسا، مشارکت انرژی تجدیدپذیر و بهینه سازی انرژی (REEEP), اپراتور سیستم برق مستقل (IESO)انتاریو، واحد انرژی بخش تکنولوژی، صنعت و اقتصاد UNEP،  مرکز محیط زیست جهانی(GEF), صندوق مدیریت کربن بانک جهانی، ودانشگاه یورک، بخش طرح انرژی پایدار  است.

## نمونه‌های استفاده
از فوریه ۲۰۱۸، بیش از ۵۷۵٬۰۰۰ کاربر از کشورها و مناطق مختلف سراسر جهان، از نرم‌افزار RETScreen استفاده می‌کنند.
بر اساس برآورد یک مطالعه تأثیر مستقل تا سال ۲۰۱۳، استفاده از نرم‌افزار RETScreen در سراسر جهان، در صرفه‌جویی بیش از ۸ میلیارد دلار هزینه معاملات کاربران، کاهش سالانه 20 MT (تن) انتشار گازهای گلخانه‌ای مؤثر بوده‌است و نصب حداقل ۲۴ گیگاوات ظرفیت انرژی پاک را میسر ساخته‌است.
RETScreen به‌طور گسترده‌ای برای تسهیل و اجرای پروژه‌های انرژی پاک استفاده می‌شود. برای نمونه، RETScreen در این موارد به کار گرفته شده‌است:
- برای ارتقاء ساختمان امپایر استیت با استفاده از طرح‌های بهینه سازی انرژی[۲۲]
- در مراکز تولیدی شرکت 3M کانادا[۲۳]
- به‌طور گسترده توسط صنایع انرژی باد ایرلند برای تجزیه و تحلیل پروژه‌های جدید بالقوه[۲۴]
- برای نظارت بر عملکرد صدها مدرسه در انتاریو[۲۵]
- توسط طرح تولید برق و حرارت همزمان شرکت Manitoba Hydro' (بهینه‌سازی انرژی زیستی) جهت بررسی کاربردهای پروژه[۲۶][۲۷]
- برای مدیریت انرژی در پردیس‌های دانشگاها و کالج‌ها[۲۸]
- در برآورد و ارزیابی چند ساله عملکرد طرح‌های فتوولتائیک در تورنتو، کانادا[۲۹][۳۰]
- برای تجزیه و تحلیل فن‌آوری گرمایش هوای خورشیدی در مراکز نیروی هوایی ایالات متحده[۳۱]
- برای تأسیسات خدمات شهری، شامل شناسایی فرصت‌هایی برای ارتقاء تأسیسات انرژی در مناطق شهری مختلف انتاریو[۳۲][۳۳]

مجموعه عظیمی از مقالات مفصل دربارهٔ نحوه استفاده از RETScreen در زمینه‌های مختلف در صفحه RETScreen LinkedIn قابل دسترسی است.
RETScreen همچنین توسط بیش از ۱٬۱۰۰ دانشگاه و کالج در سراسر جهان به عنوان ابزار آموزش و پژوهش به کار گرفته می‌شود و در کتاب‌های دانشگاهی مورد استناد قرار می‌گیرد. نمونه‌هایی از موارد کاربرد RETScreen در قسمت‌های «نشریات و گزارش‌ها» و «دوره‌های کالج و دانشگاه» خبرنامه RETScreen موجود است که از طریق راهنمای کاربر در نرم‌افزار دانلود شده قابل دسترسی است.
استفاده از RETScreen توسط برنامه‌های مشوق انرژی پاک در همه سطوح دولتی در سراسر دنیا، اجباری و پیشنهاد شده‌است، از جمله توسط UNFCCC و اتحادیه اروپا؛ کانادا، نیوزلند و بریتانیا؛ در بسیاری از ایالات‌های آمریکا و استان‌های کانادا؛ شهرها و کلان‌شهرها؛ و مراکر خدماتی. کارگاه‌های آموزشی RETScreen در سطوح منطقه‌ای و ملی بر اساس درخواست رسمی دولت‌های شیلی عربستان سعودی، و ۱۵ کشور در مناطق غربی و مرکزی آفریقا، و سازمان انرژی آمریکای لاتین (OLADE) برگزار شده‌است.

## جوایز و قدردانی
در سال ۲۰۱۰، RETScreen International "جایزه ممتاز خدمات عمومی - Public Service Award of Excellence" را از آن خود کرد، که بالاترین جایزه‌ای است که دولت کانادا به بخش خدمات دولتی اعطا کرده‌است.
RETScreen و تیم RETScreen تاکنون نامزد دریافت چندین جایزه معتبر شده‌است و تعدادی جوایز نیز دریافت کرده‌است از جمله جایزه Ernst & Young/Euromoney Global Renewable Energy Award، جایزه Energy Globe (جایزه ملی کانادا)، و نشان تقدیر ممتاز GTEC 

## نقدها
سازمان انرژی بین‎المللی، بخش انرژی آبی نرم افزار در نسخه بتا را بررسی و آن را یک ابزار «بسیار تحسین برانگیز» معرفی کرده‌است. سازمان محیط‌زیست اروپا از RETScreen به عنوان «ابزاری بسیار مفید» یاد کرده‌است. RETScreen همچنین به عنوان یکی از معدود نرم‌افزارها و با برتری بسیار زیاد نسبت به سایر ابزارهای مشابه به عنوان بهترین ابزار موجود برای ارزیابی توجیه اقتصادی تأسیسات انرژی تجدیدپذیر و «ابزاری برای ارتقاء … انسجام بازار» در انرژی پاک در سراسر دنیا می باشد.